# Edward Weah Dixon
Edward Weah Dixon (Monrovia, 8 de maio de 1976) é um ex-futebolista profissional liberiana que atuava como meia.

## Carreira
Edward Weah Dixon representou o elenco da Seleção Liberiana de Futebol no Campeonato Africano das Nações de 2002.